# Emanuel Mendez da Costa
Emanuel Mendez da Costa (5 giugno 1717 – 31 maggio 1791) è stato un botanico, naturalista e filosofo inglese, nonché collezionista di note preziose, di manoscritti e di aneddoti dei letterati..

## Biografia
Da Costa fu eletto uno dei primi membri ebrei della Royal Society of London nel 1747 e divenne il loro bibliotecario. Nel 1767, dopo aver scoperto che stava trattenendo le tasse di iscrizione dei membri, fu ritenuto colpevole di frode e condannato a cinque anni nel carcere dei debitori.
Era anche un collega della Society of Antiquaries of London; membro della Società botanica fiorentina, dell'Aurelian Society e della Gentleman's Society at Spalding.

## Opere
Tra le sue opere si ricordano:
- A Natural History of Fossils, 1757
- Elements of Conchology, or An Introduction to the Knowledge of Shells, 1776 (illustrato da Peter Brown);
- British Conchology, 1778
- diversi importanti documenti nella rivista Philosophical Transactions of the Royal Society

| {{{1}}}Wikidata P428 è l'abbreviazione standard utilizzata per le piante descritte da Emanuel Mendez da Costa. Consulta l'elenco delle piante assegnate a questo autore dall'IPNI. |

| da Costa è l'abbreviazione standard utilizzata per le specie animali descritte da Emanuel Mendez da Costa. Categoria:Taxa classificati da Emanuel Mendez da Costa |